# Daniel Agger
Daniel Munthe Agger (Hvidovre, 12 dicembre 1984) è un allenatore di calcio ed ex calciatore danese, di ruolo difensore, assistente tecnico della nazionale danese.

## Biografia

### Vita privata
Nato in Danimarca, è padre di due figli: Jamie (nato l'8 maggio 2009) e Mason (nato nel novembre 2012) entrambi avuti dalla moglie Sofie Nelson sposata nel maggio 2010 in un hotel di Copenaghen.

## Caratteristiche tecniche
Era un difensore centrale forte fisicamente e nei colpi di testa, oltre a essere dotato di un buon sinistro che gli consentiva di effettuare lanci dalla difesa e di battere calci di punizione. In più usciva anche palla al piede per impostare l'azione a centrocampo.

## Carriera

### Club

#### Esordi
Agger inizia la carriera nel Rosenhøj Boldklub, che lascia all'età di 12 anni per entrare nelle giovanili del Brøndby IF. Nel luglio 2004 passa in prima squadra per sostituire il nazionale svedese Andreas Jakobsson, passato al Southampton. Agger riesce subito a conquistare il posto da titolare, e diventa uno dei protagonisti della vittoriosa stagione 2004-2005 della sua squadra che si conclude con la conquista della Superligaen e della Coppa di Danimarca. Le sue prestazioni gli valgono la nomina a "Talento dell'anno 2004" da parte della Spillerforeningen (titolo che ha conservato nel 2005) e la prima chiamata in Nazionale, il 2 giugno 2005 per l'incontro amichevole vinto 1-0 contro la Finlandia.
La sua consacrazione anche in Nazionale arriva nella vittoria per 4-1 contro l'Inghilterra del 17 agosto 2005, in cui riesce ad annullare Wayne Rooney. Nel settembre 2005 subisce un infortunio che lo obbliga a rimanere fuori per il resto della stagione, ma che non gli impedisce di vincere il premio di "talento danese dell'anno 2006" di tutti gli sport.

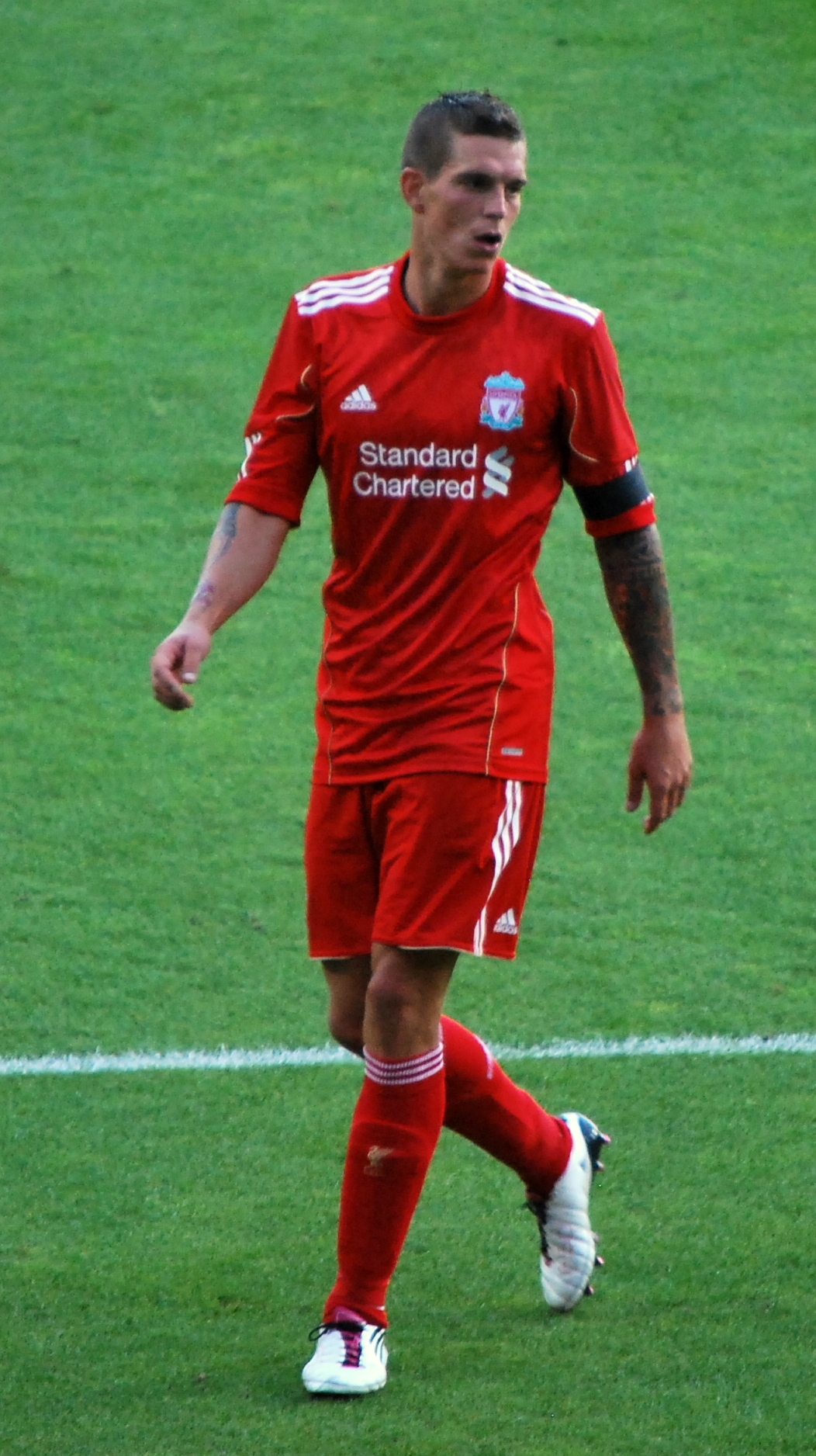
Agger con la maglia del Liverpool nel 2011.

#### Liverpool
Nel gennaio 2006 passa al Liverpool per 5,8 milioni di sterline, firmando un contratto di quattro anni e mezzo e diventando il più costoso calciatore venduto da un club danese a un club straniero, oltre al più costoso difensore acquistato dal Liverpool fino ad allora.
La sua prima stagione al Liverpool non è positiva a causa di un altro infortunio che lo tiene fuori sino a primavera. Nella stagione 2006-2007 inizia a competere per un posto da titolare con i compagni di squadra Jamie Carragher e Sami Hyypiä. Il 26 agosto 2006 segna il suo primo gol con la maglia dei Reds nella vittoria 2-1 contro il West Ham United, con un tiro da oltre 40 metri che va a finire nel sette.
Il 2 maggio 2009 firma con i Reds un rinnovo contrattuale con scadenza nel 2014 da 3,36 milioni di sterline (circa 4 milioni di euro) l'anno. Nella stagione 2009-2010 segna la sua prima rete stagionale nei quarti di finale di andata di Europa League contro il Benfica con un colpo di tacco su assist di Steven Gerrard.
Il 13 luglio 2013 indossa per la prima volta la fascia di capitano, nell'amichevole contro il Preston North End.

#### Ritorno al Brøndby e ritiro
Il 30 agosto 2014 fa ritorno al Brøndby dopo otto anni (in cui ha avuto non pochi problemi fisici), firmando un contratto biennale. Ha confessato di aver ricevuto offerte anche dall'Inghilterra e da altre parti d'Europa, ma ha scelto la Danimarca poiché voleva giocare in un campionato fisicamente meno impegnativo.
Il 9 giugno 2016 annuncia, tramite il suo profilo Twitter, il suo ritiro dal calcio giocato all'età di 31 anni.

### Allenatore
Il 31 marzo 2021, la società HB Køge annuncia che dal 21 giugno Daniel Agger ne sarà l'allenatore, ed inizia così la sua avventura da allenatore, in coppia con Lars Jacobsen.

## Statistiche

### Presenze e reti nei club
Statistiche aggiornate al 29 maggio 2016.
| Stagione         | Squadra          | Campionato       | Campionato | Campionato | Coppe nazionali | Coppe nazionali | Coppe nazionali | Coppe continentali | Coppe continentali | Coppe continentali | Altre coppe | Altre coppe | Altre coppe | Totale | Totale |
| Stagione         | Squadra          | Comp             | Pres       | Reti       | Comp            | Pres            | Reti            | Comp               | Pres               | Reti               | Comp        | Pres        | Reti        | Pres   | Reti   |
| ---------------- | ---------------- | ---------------- | ---------- | ---------- | --------------- | --------------- | --------------- | ------------------ | ------------------ | ------------------ | ----------- | ----------- | ----------- | ------ | ------ |
| 2004-2005        | Brøndby          | SL               | 26         | 5          | CD              | 5               | 0               | CU                 | 1                  | 0                  | RL          | 4           | 0           | 36     | 5      |
| 2005-gen. 2006   | Brøndby          | SL               | 8          | 0          | CD              | 0               | 0               | UCL+CU             | 4+1                | 0+0                | -           | -           | -           | 13     | 0      |
| gen.-giu 2006    | Liverpool        | PL               | 4          | 0          | FACup+CdL       | 0+0             | 0+0             | UCL                | -                  | -                  | -           | -           | -           | 4      | 0      |
| 2006-2007        | Liverpool        | PL               | 27         | 2          | FACup+CdL       | 1+2             | 0+1             | UCL                | 12                 | 1                  | CS          | 1           | 0           | 43     | 4      |
| 2007-2008        | Liverpool        | PL               | 5          | 0          | FACup+CdL       | 0+0             | 0+0             | UCL                | 1                  | 0                  | -           | -           | -           | 6      | 0      |
| 2008-2009        | Liverpool        | PL               | 18         | 1          | FACup+CdL       | 1+2             | 0+1             | UCL                | 5                  | 0                  | -           | -           | -           | 26     | 2      |
| 2009-2010        | Liverpool        | PL               | 23         | 0          | FACup+CdL       | 1+0             | 0+0             | UCL+UEL            | 4+8                | 0+1                | -           | -           | -           | 36     | 1      |
| 2010-2011        | Liverpool        | PL               | 16         | 0          | FACup+CdL       | 1+1             | 0+0             | UEL                | 3                  | 0                  | -           | -           | -           | 21     | 0      |
| 2011-2012        | Liverpool        | PL               | 27         | 1          | FACup+CdL       | 3+4             | 1+0             | UEL                | 0                  | 0                  | -           | -           | -           | 34     | 2      |
| 2012-2013        | Liverpool        | PL               | 35         | 3          | FACup+CdL       | 0+0             | 0+0             | UEL                | 4                  | 0                  | -           | -           | -           | 39     | 3      |
| 2013-2014        | Liverpool        | PL               | 20         | 2          | FACup+CdL       | 2+1             | 0+0             | -                  | -                  | -                  | -           | -           | -           | 23     | 2      |
| Totale Liverpool | Totale Liverpool | Totale Liverpool | 175        | 9          |                 | 19              | 3               |                    | 37                 | 2                  |             | 1           | 0           | 232    | 14     |
| ago. 2014-2015   | Brøndby          | SL               | 18         | 1          | CD              | 0               | 0               | UEL                | -                  | -                  | -           | -           | -           | 18     | 1      |
| 2015-2016        | Brøndby          | SL               | 24         | 1          | CD              | 1               | 0               | UEL                | 1                  | 0                  | -           | -           | -           | 26     | 1      |
| Totale Brøndby   | Totale Brøndby   | Totale Brøndby   | 76         | 7          |                 | 6               | 0               |                    | 7                  | 0                  |             | 4           | 0           | 93     | 7      |
| Totale carriera  | Totale carriera  | Totale carriera  | 251        | 24         |                 | 25              | 3               |                    | 44                 | 2                  |             | 5           | 0           | 325    | 21     |

### Cronologia presenze e reti in nazionale
| Cronologia completa delle presenze e delle reti in nazionale ― Danimarca | Cronologia completa delle presenze e delle reti in nazionale ― Danimarca | Cronologia completa delle presenze e delle reti in nazionale ― Danimarca | Cronologia completa delle presenze e delle reti in nazionale ― Danimarca | Cronologia completa delle presenze e delle reti in nazionale ― Danimarca | Cronologia completa delle presenze e delle reti in nazionale ― Danimarca | Cronologia completa delle presenze e delle reti in nazionale ― Danimarca | Cronologia completa delle presenze e delle reti in nazionale ― Danimarca |
| Data                                                                     | Città                                                                    | In casa                                                                  | Risultato                                                                | Ospiti                                                                   | Competizione                                                             | Reti                                                                     | Note                                                                     |
| ------------------------------------------------------------------------ | ------------------------------------------------------------------------ | ------------------------------------------------------------------------ | ------------------------------------------------------------------------ | ------------------------------------------------------------------------ | ------------------------------------------------------------------------ | ------------------------------------------------------------------------ | ------------------------------------------------------------------------ |
| 2-6-2005                                                                 | Tampere                                                                  | Finlandia                                                                | 0 – 1                                                                    | Danimarca                                                                | Amichevole                                                               | -                                                                        |                                                                          |
| 17-8-2005                                                                | Copenaghen                                                               | Danimarca                                                                | 4 – 1                                                                    | Inghilterra                                                              | Amichevole                                                               | -                                                                        |                                                                          |
| 3-9-2005                                                                 | Istanbul                                                                 | Turchia                                                                  | 2 – 1                                                                    | Danimarca                                                                | Qual. Mondiali 2006                                                      | -                                                                        |                                                                          |
| 7-9-2005                                                                 | Copenaghen                                                               | Danimarca                                                                | 6 – 1                                                                    | Georgia                                                                  | Qual. Mondiali 2006                                                      | 1                                                                        |                                                                          |
| 16-8-2006                                                                | Odense                                                                   | Danimarca                                                                | 2 – 0                                                                    | Polonia                                                                  | Amichevole                                                               | -                                                                        |                                                                          |
| 1-9-2006                                                                 | Copenaghen                                                               | Danimarca                                                                | 4 – 2                                                                    | Portogallo                                                               | Amichevole                                                               | -                                                                        |                                                                          |
| 6-9-2006                                                                 | Reykjavík                                                                | Islanda                                                                  | 0 – 2                                                                    | Danimarca                                                                | Qual. Euro 2008                                                          | -                                                                        |                                                                          |
| 7-10-2006                                                                | Copenaghen                                                               | Danimarca                                                                | 0 – 0                                                                    | Irlanda del Nord                                                         | Qual. Euro 2008                                                          | -                                                                        |                                                                          |
| 11-10-2006                                                               | Vaduz                                                                    | Liechtenstein                                                            | 0 – 4                                                                    | Danimarca                                                                | Qual. Euro 2008                                                          | -                                                                        |                                                                          |
| 15-11-2006                                                               | Praga                                                                    | Rep. Ceca                                                                | 1 – 1                                                                    | Danimarca                                                                | Amichevole                                                               | -                                                                        |                                                                          |
| 6-2-2007                                                                 | Londra                                                                   | Danimarca                                                                | 3 – 1                                                                    | Australia                                                                | Amichevole                                                               | -                                                                        |                                                                          |
| 24-3-2007                                                                | Madrid                                                                   | Spagna                                                                   | 2 – 1                                                                    | Danimarca                                                                | Qual. Euro 2008                                                          | -                                                                        |                                                                          |
| 28-3-2007                                                                | Duisburg                                                                 | Germania                                                                 | 0 – 1                                                                    | Danimarca                                                                | Amichevole                                                               | -                                                                        |                                                                          |
| 2-6-2007                                                                 | Copenaghen                                                               | Danimarca                                                                | 0 – 3 tav                                                                | Svezia                                                                   | Qual. Euro 2008                                                          | 1                                                                        | [ 16 ]                                                                   |
| 6-6-2007                                                                 | Riga                                                                     | Lettonia                                                                 | 0 – 2                                                                    | Danimarca                                                                | Qual. Euro 2008                                                          | -                                                                        |                                                                          |
| 22-8-2007                                                                | Århus                                                                    | Danimarca                                                                | 0 – 4                                                                    | Irlanda                                                                  | Amichevole                                                               | -                                                                        |                                                                          |
| 8-9-2007                                                                 | Stoccolma                                                                | Svezia                                                                   | 0 – 0                                                                    | Danimarca                                                                | Qual. Euro 2008                                                          | -                                                                        | 21’                                                                      |
| 12-9-2007                                                                | Århus                                                                    | Danimarca                                                                | 4 – 0                                                                    | Liechtenstein                                                            | Qual. Euro 2008                                                          | -                                                                        | 29’                                                                      |
| 20-8-2008                                                                | Copenaghen                                                               | Danimarca                                                                | 0 – 3                                                                    | Spagna                                                                   | Amichevole                                                               | -                                                                        |                                                                          |
| 6-9-2008                                                                 | Budapest                                                                 | Ungheria                                                                 | 0 – 0                                                                    | Danimarca                                                                | Qual. Mondiali 2010                                                      | -                                                                        |                                                                          |
| 10-9-2008                                                                | Lisbona                                                                  | Portogallo                                                               | 2 – 3                                                                    | Danimarca                                                                | Qual. Mondiali 2010                                                      | -                                                                        |                                                                          |
| 11-10-2008                                                               | Copenaghen                                                               | Danimarca                                                                | 3 – 0                                                                    | Malta                                                                    | Qual. Mondiali 2010                                                      | 1                                                                        |                                                                          |
| 19-11-2008                                                               | Copenaghen                                                               | Danimarca                                                                | 0 – 1                                                                    | Galles                                                                   | Amichevole                                                               | -                                                                        |                                                                          |
| 11-2-2009                                                                | Atene                                                                    | Grecia                                                                   | 1 – 1                                                                    | Danimarca                                                                | Amichevole                                                               | -                                                                        | 70’                                                                      |
| 28-3-2009                                                                | Ta' Qali                                                                 | Malta                                                                    | 0 – 3                                                                    | Danimarca                                                                | Qual. Mondiali 2010                                                      | -                                                                        |                                                                          |
| 1-4-2009                                                                 | Copenaghen                                                               | Danimarca                                                                | 3 – 0                                                                    | Albania                                                                  | Qual. Mondiali 2010                                                      | -                                                                        |                                                                          |
| 6-6-2009                                                                 | Solna                                                                    | Svezia                                                                   | 0 – 1                                                                    | Danimarca                                                                | Qual. Mondiali 2010                                                      | -                                                                        |                                                                          |
| 10-10-2009                                                               | Copenaghen                                                               | Danimarca                                                                | 1 – 0                                                                    | Svezia                                                                   | Qual. Mondiali 2010                                                      | -                                                                        |                                                                          |
| 14-10-2009                                                               | Copenaghen                                                               | Danimarca                                                                | 0 – 1                                                                    | Ungheria                                                                 | Qual. Mondiali 2010                                                      | -                                                                        |                                                                          |
| 27-5-2010                                                                | Aalborg                                                                  | Danimarca                                                                | 2 – 0                                                                    | Senegal                                                                  | Amichevole                                                               | -                                                                        |                                                                          |
| 1-6-2010                                                                 | Johannesburg                                                             | Australia                                                                | 1 – 0                                                                    | Danimarca                                                                | Amichevole                                                               | -                                                                        |                                                                          |
| 5-6-2010                                                                 | Atteridgeville                                                           | Sudafrica                                                                | 1 – 0                                                                    | Danimarca                                                                | Amichevole                                                               | -                                                                        | 57’                                                                      |
| 14-6-2010                                                                | Johannesburg                                                             | Paesi Bassi                                                              | 2 – 0                                                                    | Danimarca                                                                | Mondiali 2010 - 1º turno                                                 | -                                                                        |                                                                          |
| 19-6-2010                                                                | Pretoria                                                                 | Danimarca                                                                | 2 – 1                                                                    | Camerun                                                                  | Mondiali 2010 - 1º turno                                                 | -                                                                        |                                                                          |
| 24-6-2010                                                                | Bafokeng                                                                 | Danimarca                                                                | 1 – 3                                                                    | Giappone                                                                 | Mondiali 2010 - 1º turno                                                 | -                                                                        |                                                                          |
| 11-8-2010                                                                | Copenaghen                                                               | Danimarca                                                                | 2 – 2                                                                    | Germania                                                                 | Amichevole                                                               | -                                                                        | cap.                                                                     |
| 7-9-2010                                                                 | Copenaghen                                                               | Danimarca                                                                | 1 – 0                                                                    | Islanda                                                                  | Qual. Euro 2012                                                          | -                                                                        |                                                                          |
| 12-10-2010                                                               | Copenaghen                                                               | Danimarca                                                                | 2 – 0                                                                    | Cipro                                                                    | Qual. Euro 2012                                                          | -                                                                        | 39’                                                                      |
| 9-2-2011                                                                 | Copenaghen                                                               | Danimarca                                                                | 1 – 2                                                                    | Inghilterra                                                              | Amichevole                                                               | 1                                                                        |                                                                          |
| 26-3-2011                                                                | Oslo                                                                     | Norvegia                                                                 | 1 – 1                                                                    | Danimarca                                                                | Qual. Euro 2012                                                          | -                                                                        |                                                                          |
| 10-8-2011                                                                | Glasgow                                                                  | Scozia                                                                   | 2 – 1                                                                    | Danimarca                                                                | Amichevole                                                               | -                                                                        | 58’                                                                      |
| 6-9-2011                                                                 | Copenaghen                                                               | Danimarca                                                                | 2 – 0                                                                    | Norvegia                                                                 | Qual. Euro 2012                                                          | -                                                                        | cap.                                                                     |
| 11-11-2011                                                               | Copenaghen                                                               | Danimarca                                                                | 2 – 0                                                                    | Svezia                                                                   | Amichevole                                                               | -                                                                        | cap.                                                                     |
| 15-11-2011                                                               | Esbjerg                                                                  | Danimarca                                                                | 2 – 1                                                                    | Finlandia                                                                | Amichevole                                                               | 1                                                                        | cap.                                                                     |
| 26-5-2012                                                                | Amburgo                                                                  | Danimarca                                                                | 1 – 3                                                                    | Brasile                                                                  | Amichevole                                                               | -                                                                        |                                                                          |
| 2-6-2012                                                                 | Copenaghen                                                               | Danimarca                                                                | 2 – 0                                                                    | Australia                                                                | Amichevole                                                               | 1                                                                        | cap. 63’                                                                 |
| 9-6-2012                                                                 | Charkiv                                                                  | Paesi Bassi                                                              | 0 – 1                                                                    | Danimarca                                                                | Euro 2012 - 1º turno                                                     | -                                                                        | cap.                                                                     |
| 13-6-2012                                                                | Leopoli                                                                  | Danimarca                                                                | 2 – 3                                                                    | Portogallo                                                               | Euro 2012 - 1º turno                                                     | -                                                                        | cap.                                                                     |
| 17-6-2012                                                                | Leopoli                                                                  | Danimarca                                                                | 1 – 2                                                                    | Germania                                                                 | Euro 2012 - 1º turno                                                     | -                                                                        | cap.                                                                     |
| 15-8-2012                                                                | Odense                                                                   | Danimarca                                                                | 1 – 3                                                                    | Slovacchia                                                               | Amichevole                                                               | -                                                                        | cap. 75’                                                                 |
| 8-9-2012                                                                 | Copenaghen                                                               | Danimarca                                                                | 0 – 0                                                                    | Rep. Ceca                                                                | Qual. Mondiali 2014                                                      | -                                                                        | cap.                                                                     |
| 12-10-2012                                                               | Sofia                                                                    | Bulgaria                                                                 | 1 – 1                                                                    | Danimarca                                                                | Qual. Mondiali 2014                                                      | -                                                                        | cap.                                                                     |
| 16-10-2012                                                               | Milano                                                                   | Italia                                                                   | 3 – 1                                                                    | Danimarca                                                                | Qual. Mondiali 2014                                                      | -                                                                        | cap.                                                                     |
| 6-2-2013                                                                 | Skopje                                                                   | Macedonia                                                                | 3 – 0                                                                    | Danimarca                                                                | Amichevole                                                               | -                                                                        | cap.                                                                     |
| 22-3-2013                                                                | Olomouc                                                                  | Rep. Ceca                                                                | 0 – 3                                                                    | Danimarca                                                                | Qual. Mondiali 2014                                                      | -                                                                        | cap.                                                                     |
| 26-3-2013                                                                | Copenaghen                                                               | Danimarca                                                                | 1 – 1                                                                    | Bulgaria                                                                 | Qual. Mondiali 2014                                                      | 1                                                                        | cap.                                                                     |
| 6-9-2013                                                                 | Ta' Qali                                                                 | Malta                                                                    | 1 – 2                                                                    | Danimarca                                                                | Qual. Mondiali 2014                                                      | -                                                                        | cap.                                                                     |
| 10-9-2013                                                                | Erevan                                                                   | Armenia                                                                  | 0 – 1                                                                    | Danimarca                                                                | Qual. Mondiali 2014                                                      | 1                                                                        | cap.                                                                     |
| 11-10-2013                                                               | Copenaghen                                                               | Danimarca                                                                | 2 – 2                                                                    | Italia                                                                   | Qual. Mondiali 2014                                                      | -                                                                        | cap.                                                                     |
| 15-10-2013                                                               | Copenaghen                                                               | Danimarca                                                                | 6 – 0                                                                    | Malta                                                                    | Qual. Mondiali 2014                                                      | 2                                                                        | cap. 65’                                                                 |
| 15-11-2013                                                               | Herning                                                                  | Danimarca                                                                | 2 – 1                                                                    | Norvegia                                                                 | Amichevole                                                               | -                                                                        | cap.                                                                     |
| 5-3-2014                                                                 | Londra                                                                   | Inghilterra                                                              | 1 – 0                                                                    | Danimarca                                                                | Amichevole                                                               | -                                                                        | cap.                                                                     |
| 22-5-2014                                                                | Debrecen                                                                 | Ungheria                                                                 | 2 – 2                                                                    | Danimarca                                                                | Amichevole                                                               | -                                                                        | cap.                                                                     |
| 28-5-2014                                                                | Copenaghen                                                               | Danimarca                                                                | 1 – 0                                                                    | Svezia                                                                   | Amichevole                                                               | 1                                                                        | cap. 66’                                                                 |
| 3-9-2014                                                                 | Odense                                                                   | Danimarca                                                                | 1 – 2                                                                    | Turchia                                                                  | Amichevole                                                               | 1                                                                        | cap. 46’                                                                 |
| 14-10-2014                                                               | Copenaghen                                                               | Danimarca                                                                | 0 – 1                                                                    | Portogallo                                                               | Qual. Euro 2016                                                          | -                                                                        | cap.                                                                     |
| 13-6-2015                                                                | Copenaghen                                                               | Danimarca                                                                | 2 – 0                                                                    | Serbia                                                                   | Qual. Euro 2016                                                          | -                                                                        | cap.                                                                     |
| 4-9-2015                                                                 | Copenaghen                                                               | Danimarca                                                                | 0 – 0                                                                    | Albania                                                                  | Qual. Euro 2016                                                          | -                                                                        | cap.                                                                     |
| 7-9-2015                                                                 | Erevan                                                                   | Armenia                                                                  | 0 – 0                                                                    | Danimarca                                                                | Qual. Euro 2016                                                          | -                                                                        | cap.                                                                     |
| 8-10-2015                                                                | Braga                                                                    | Portogallo                                                               | 1 – 0                                                                    | Danimarca                                                                | Qual. Euro 2016                                                          | -                                                                        | cap.                                                                     |
| 11-10-2015                                                               | Copenaghen                                                               | Danimarca                                                                | 1 – 2                                                                    | Francia                                                                  | Amichevole                                                               | -                                                                        | cap. 85’                                                                 |
| 14-11-2015                                                               | Stoccolma                                                                | Svezia                                                                   | 2 – 1                                                                    | Danimarca                                                                | Qual. Euro 2016                                                          | -                                                                        | cap. 45+2’                                                               |
| 17-11-2015                                                               | Copenaghen                                                               | Danimarca                                                                | 2 – 2                                                                    | Svezia                                                                   | Qual. Euro 2016                                                          | -                                                                        | cap.                                                                     |
| 24-3-2016                                                                | Herning                                                                  | Danimarca                                                                | 2 – 1                                                                    | Islanda                                                                  | Amichevole                                                               | -                                                                        | cap. 62’                                                                 |
| 29-3-2016                                                                | Glasgow                                                                  | Scozia                                                                   | 1 – 0                                                                    | Danimarca                                                                | Amichevole                                                               | -                                                                        | cap. 64’                                                                 |
| Totale                                                                   |                                                                          | Presenze                                                                 | 75                                                                       |                                                                          | Reti                                                                     | 12                                                                       |                                                                          |

## Palmarès

### Club
- Coppa di Danimarca: 1

Brøndby: 2004-2005
- Campionato danese: 1

Brøndby: 2004-2005
- Community Shield: 1

Liverpool: 2006
- Coppa di Lega inglese: 1

Liverpool: 2011-2012

### Individuale
- Calciatore danese dell'anno: 2

2007, 2012